# Time and Again
Time and Again is de vierde aflevering van het eerste seizoen van Star Trek: Voyager. De aflevering is op 30 januari 1995 voor het eerst uitgezonden op de Amerikaanse televisie. In deze aflevering komt Voyager in een scheur in subspace terecht, waardoor Paris en Janeway terug in de tijd gaan.

## Plot
Tijdens de nachtdienst van Tom Paris en Harry Kim wordt het schip door een schokgolf heen en weer geschud. Na onderzoek blijkt de schokgolf afkomstig van een grote explosie op een nabijgelegen planeet die alle leven daar heeft uitgeroeid. De schokgolf heeft een scheur veroorzaakt in het ruimte-tijdcontinuüm, waardoor kapitein Janeway en Tom Paris in de geschiedenis van de planeet terechtkomen, korte tijd voordat de explosie plaatsvond.
Janeway en Paris gaan naar de krachtcentrale van de planeet, de plek waar de explosie zal plaatsvinden. Daar komen ze tussen overheidstroepen en protestanten terecht. Deze protestanten vechten zich een weg naar binnen, de krachtcentrale te saboteren.
Ondertussen stelt Chakotay een reddingsteam samen om te proberen Janeway en Paris te redden. Ze gebruiken een 'polarische straal' om een scheur te veroorzaken in subspace, om zo de vermiste bemanningsleden te redden. Op dat moment zijn Janeway en Paris in de krachtcentrale, waar ze zien dat deze polarische straal juist de oorzaak is van de explosie. Janeway ziet kans om met haar faser het gat in subspace te dichten. Op het moment dat de scheur in subspace is gerepareerd reset de tijdlijn zichzelf en de bemanning vindt zichzelf terug op het schip, enkele seconden voordat de schokgolf het schip raakt, onbewust van de gebeurtenissen.